# 夏菜のWAZAARI
『夏菜のWAZAARI』（なつなのわざあり）は、TOKYO MXで2021年9月7日から放送されているバラエティ番組である。

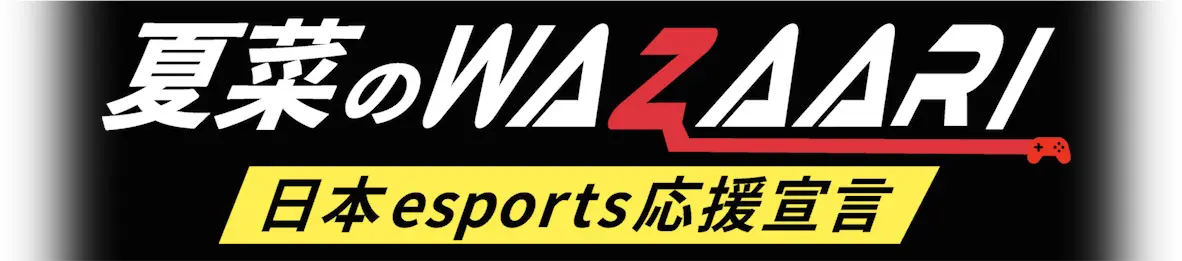

## 概要
メインMCを務めるのは、ゲーム大好きな女優の夏菜。esports事業子会社であるDONUTS USGのオフィシャルアンバサダーに起用され、芸能人ゲーマーと共に「ミクチャカップ」に」参戦。スタジオではUSGプロゲーマーが㊙︎テクニックの伝授や知られざるプロゲーマーのプライベートに密着。

今や世界中で10億人以上が熱狂するeスポーツ。ゲーム初心者からプロゲーマーまで誰でも楽しめる本格eスポーツゲームバラエティ番組。

“DONUTSの自社制作eスポーツ番組「夏菜のWAZAARI 日本esports応援宣言」”. PR TIMES (2021年9月2日). 2021年9月22日閲覧。
配信アプリミクチャで番組の見逃し配信中。

## ミクチャカップ
ライブ配信アプリ「ミクチャ」にて配信される様々なゲームタイトルを扱うeスポーツ大会の総称。2021年7月から、月に1度のペースで開催を予定。

プロeスポーツ選手からアマチュア、老若男女を問わず多くの人が参加、視聴できる大会を開催することで、日本のeスポーツ文化の拡大を図るとともに一般認知を確立させることを目的としている。

## 株式会社DONUTS USG
株式会社  DONTUS USG は、株式会社DONUTS(本社：東京都渋谷区、代表取締
役：西村啓成)のesports事業子会社。
- 所在地    ：東京都渋谷区初台1-27-12
- 代表者    ：代表取締役 高橋大輔
- 事業内容  ：esports

「DONUTS USG(ドーナツユーエスジー)」は、国内有名選手が40名以上所属するプロフェッショナルeスポーツチーム。チームの運営だけでなく、大会の開催、ゲーム配信などの幅広い活動を通じ、eスポーツ業界全体の活性化を目指している。また、eスポーツ分野の持続的な成長を見据え、国内外に限らず様々なパートナーと提携しeスポーツの魅力を世界中に伝えていくことに注力している。

## 出演者
- 夏菜 - MC

## スタッフ
- ナレーター：加瀬雅洋
- 構成：下田雄大
- TD：谷口慎太朗
- CAM：藤山耕平、中岡卓也
- 音声：古閑誠
- メイク：今井佳奈、加藤唯
- 編集：菊川雄太
- MA：安河内隆文
- 技術協力：ONERIVER、ヌーベルアージュ
- YouTube運用：足立亜希、森山新大
- デスク：高埜聖
- 制作スタッフ：山﨑功士郎、羽鳥那菜、倉光佑弥
- アシスタントプロデューサー：百瀬和幸
- 協力プロデューサー：永田佳史、大島慎吾、松本海斗
- ディレクター：鈴木剛、山岸悠太、生越直紀、白井基教、山本健太
- チーフディレクター：金島豊
- 演出：飛田岳紀
- 監修：井上尚也
- プロデューサー：佐々木慎、芳野亮太
- チーフプロデューサー：青木良憲
- 撮影協力：ミクチャ、DONUTS CREATIVE
- 制作著作：DONUTS